# لافا الدولية
لافا الدولية المحدودة هي شركة هندية متعددة الجنسيات في صناعة الهواتف المحمولة . تأسست الشركة في عام 2009  باعتبارها فرعًا من مشروع للاتصالات. يقع مقرها الرئيسي في نويدا وأوتار براديش بالهند ولديها عمليات خارجية في تايلاند ونيبال وبنجلاديش وسريلانكا واندونيسيا والمكسيك والشرق الأوسط وباكستان وروسيا . بدأت الشركة عملياتها في إفريقيا من خلال إطلاق منتجاتها في مصر في عام 2016.
تعمل لافا على إنشاء مركز لتصميم الهواتف المحمولة في الهند وإنشاء مرافق تصنيع جديدة. لدى الشركة مجموعة بحث وتطوير واختبار منتجات داخلية في الصين والهند لتصميم المنتجات وتطويرها.

## روابط خارجية
- الموقع الرسمي
- Rajendran، M (26 أبريل 2014). "Homegrown Mobile Phone Makers Bite Big Chunks Off Global Giants". Hindustan Times. مؤرشف من الأصل في 2014-09-28. اطلع عليه بتاريخ 2015-10-25.